# Carol Reed
Sir Carol Reed (Putney, Londres, 30 de desembre de 1906 - Chelsea, Londres, 25 d'abril de 1976) fou un director de cinema britànic. Rebé el títol de Sir el 1952. Excel·lent tècnic, aconseguí un cert aire expressionista en les seves obres mitjançant efectes d'il·luminació i angulacions emfàtiques. L'any 1949 fou premiat en el Festival de Canes per El tercer home i va guanyar un Oscar l'any 1968 per la versió musical del clàssic Oliver!.
Fill il·legítim de l'actor i productor Herbert Beerbohm Tree i de la seva amant May Pinney Reed, Carol Reed va néixer a Putney (Londres), i va anar a la King's School de Canterbury. Reed va servir en l'exèrcit britànic durant la Segona Guerra mundial, experiència de la qual va tenir diverses ocasions de servir-se a les pel·lícules que rodarà després. Va començar al teatre una carrera d'actor quan era encara adolescent i no va caldre gaire temps abans que es convertís en productor realitzador, amb pel·lícules com The Stars Look Down , 1939), Kipps (1941), Odd Man Out , 1947), Outcast of the Islands , 1952) i The Agony and the Ecstasy , 1965). Però és sobretot per a les adaptacions cinematogràfiques de les novel·les de Graham Greene escrites en col·laboració amb aquest últim com Reed s'ha guanyat la seva reputació: The Fallen Idol , 1948), el clàssic The Third Man , 1949) que rebrà el Gran Premi del Jurat a Cannes i Our Man in Havana , 1959); per als dos primers, Reed és a més a més nominat per l'Oscar al millor director. El 1953, es converteix en el primer escenògraf de cinema britànic a ser ennoblit per a la seva obra.
Una de les últimes pel·lícules que realitzarà serà Oliver! (1968), l'adaptació de la comèdia musical homònima, d'Oliver Twist, la novel·la de Charles Dickens. La pel·lícula val a Reed tots els honors, ja que guanya 5 Oscars entre els quals, finalment, el de l'Oscar al millor director. Carol Reed mor d'un infart de miocardi el 25 d'abril de 1976 al seu domicili, al número 213 de King's Road, Chelsea, Londres, als 69 anys.

## Vida personal
A partir de 1943 i fins a 1947, va ser l'espòs de l'elegant actriu britànica Diana Wynyard. Després del seu divorci, es va casar el 1948, amb l'actriu Penelope Dudley Ward, anomenada Pempie, filla gran de Freda Dudley Ward, que havia estat l'amant del Príncep de Gal·les, el futur rei d'Anglaterra i duc de Windsor Eduard VIII. Junts, van tenir un fill, Max.
L'actor Oliver Reed és el nebot de Carol Reed. La nora de Carol Reed, la filla de Penelope Ward, Tracy Reed, per la seva part ha interpretat en un bon nombre de pel·lícules, i és ella l'única dona present en el casting de Dr. Strangelove or: How I Learned to Stop Worrying and Love the Bomb de Stanley Kubrick.

## Filmografia[3]
| Any  | Pel·lícula                              | Notes                                                  |
| ---- | --------------------------------------- | ------------------------------------------------------ |
| 1935 | It Happened in Paris                    |                                                        |
| 1935 | Midshipman Easy                         |                                                        |
| 1936 | Laburnum Grove                          |                                                        |
| 1937 | Talk of the Devil                       |                                                        |
| 1937 | Who's Your Lady Friend?                 |                                                        |
| 1938 | Penny Paradise                          |                                                        |
| 1938 | Bank Holiday                            |                                                        |
| 1939 | Climbing High                           |                                                        |
| 1939 | A Girl Must Live                        |                                                        |
| 1939 | The Stars Look Down                     |                                                        |
| 1940 | Girl in the News                        |                                                        |
| 1940 | Night Train to Munich                   |                                                        |
| 1941 | Kipps                                   |                                                        |
| 1941 | A Letter from Home                      |                                                        |
| 1942 | The Young Mr Pitt                       |                                                        |
| 1943 | The New Lot                             |                                                        |
| 1944 | Cada cop més alt (The Way Ahead)        |                                                        |
| 1945 | The True Glory                          | no surt als crèdits                                    |
| 1947 | Llarga és la nit (Odd Man Out)          |                                                        |
| 1948 | L'ídol caigut                           | New York Film Critics Circle Award pel millor director |
| 1949 | El tercer home                          | Gran Premi (Festival de Canes)                         |
| 1952 | Outcast of the Islands                  |                                                        |
| 1953 | The Man Between                         |                                                        |
| 1955 | A Kid for Two Farthings                 |                                                        |
| 1956 | Trapezi (Trapeze)                       |                                                        |
| 1958 | La clau (The Key)                       |                                                        |
| 1959 | El nostre home a l'Havana               |                                                        |
| 1962 | Motí a la Bounty (Mutiny on the Bounty) | no surt als crèdits                                    |
| 1963 | El fugitiu (The Running Man)            |                                                        |
| 1965 | El turment i l'èxtasi                   |                                                        |
| 1968 | Oliver!                                 | Oscar al millor director                               |
| 1970 | Flap                                    |                                                        |
| 1972 | Follow Me!                              |                                                        |